# Saint-Aubin (Passo di Calais)
Saint-Aubin è un comune francese di 270 abitanti situato nel dipartimento del Passo di Calais nella regione dell'Alta Francia.

## Società

### Evoluzione demografica
Abitanti censiti